# Carlos Madeo
Carlos Alberto Madeo (nacido el 31 de julio de 1981 en Buenos Aires, Argentina) es un exfutbolista argentino que se desempeñaba como defensor, su último club fue Cañuelas.

## Trayectoria
Comenzó su carrera en el Deportivo Morón cuando el Gallo estaba en la Primera B Nacional. Debutó en año 2000 y esa misma temporada sufrió el descenso de categoría. En la Primera B se convirtió en un referente del equipo, pero los malos resultados que acompañaron al Gallo hicieron que Madeo deba buscar otros rumbos para intentar dar el salto. En el 2005 se fue a jugar a Club Olimpia de Paraguay. En el 2007 fue al El Porvenir, pero sin embargo su gran golpe de suerte le iba a llegar recién en la temporada 2007/2008 cuando pasó a préstamo al Albo. Esa decisión cambió su vida para siempre. Desde que llegó a Floresta no paró de festejar. Ascendió a la Primera B Nacional en su primera participación siendo una de las figuras del equipo. Ya en la segunda categoría del fútbol argentino, se las arregló para ser protagonista. Lo hizo en diciembre del 2009 cuando le tocó entrar frente a Independiente de Mendoza y marcó un gol que luego sería decisivo para que All Boys luche por el ascenso. Un ascenso que consiguió seis meses después y otra vez con Madeo como protagonista.
En el comienzo del año no le había tocado jugar demasiado. Apenas un par de veces en el banco casi lo dejaban afuera de la Promoción. El primer juego con Rosario Central lo vio desde afuera pero en Rosario fue titular y un baluarte para bancarse los delanteros Canallas y conseguir el ascenso a Primera. Sin embargo esa actuación no fue suficiente como para tener una chance en la A y mientras el Albo armaba su plantel para la experiencia en Primera, a Madeo le buscaban un club. El defensor se quedó a pelear un lugar. Y así lo hizo. Jugó en Reserva, fue una vez al banco y casi ni concentró con el equipo. Sin embargo la lesión de Carlos Casteglione y la expulsión de Eduardo Domínguez le dieron la titularidad y la chance de volver a cerrar un año con todo.

## Logros
| Título                     | Club     | País      | Año  |
| -------------------------- | -------- | --------- | ---- |
| Primera "B" Metropolitana  | All Boys | Argentina | 2008 |
| Ascenso a Primera División | All Boys | Argentina | 2010 |

## Clubes
| Club                         | País      | Año       |
| ---------------------------- | --------- | --------- |
| Deportivo Morón              | Argentina | 1999-2005 |
| Club Olimpia (Cedido)        | Paraguay  | 2005-2006 |
| Deportivo Morón              | Argentina | 2006      |
| El Porvenir (Cedido)         | Argentina | 2007      |
| All Boys                     | Argentina | 2007-2011 |
| Barracas Central             | Argentina | 2011-2012 |
| Juventud Unida Universitario | Argentina | 2012-2013 |
| Aragua                       | Venezuela | 2013      |
| Defensores Unidos de Zárate  | Argentina | 2013-2014 |
| Deportivo Laferrere          | Argentina | 2015-2016 |
| Camioneros                   | Argentina | 2016-2019 |
| Cañuelas                     | Argentina | 2019      |